# Tommy Wheeler
Tommy Wheeler (* 27. února 1984 Praha) je český zpěvák a kytarista, autor hudby a textů. Je zakládajícím členem skupiny Dead Daniels, ve které dodnes působí.
Pochází z česko-americké rodiny. Je rozvedený, z manželství má dceru Michelle Wheeler (* 2016).
Od roku 2000 prošel kapelami Morbus, Rock Spiders, Orient a mnoho dalších. Používá kytary Gibson, Epiphone, Fender, DEAN, Luna a Washburn, hraje na aparáty Marshall.

## Kariéra
V roce 2000 založil skupinu Morbus, ve které působil až do roku 2006. Mezitím hrál se skupinou Rock Spiders, se kterou natočil EP Peklo Nespí. Poté nakoukl do progres-metalových Doriath. Od jara 2006 byl členem legendární bigbeatové skupiny Orient, se kterou natočil album Sex Machine. V roce 2009 založil skupinu Dead Daniels. Prošel také skupinami Stillborn X. a K.O.Kain. Od roku 2011 také spolupracuje s Radkem Kurcem; natočili spolu album Gang. V anketě časopisu Hard Music Base pro rok 2012 byl čtenáři zvolen osobností roku.

## Diskografie
- 1999 – Skandál / Akustickej Skandál (MC)
- 2001 – Morbus / Viva Hradec Králové (demo)
- 2002 – Morbus / Strahov 15.3.02 (live)
- 2003 – Rock Spiders / Zware Shag (demo)
- 2003 – Rock Spiders / Peklo Nespí (EP)
- 2005 – Morbus / 1. (CD)
- 2005 – Morbus / rarities (2CD)
- 2007 – Orient / Sex Machine
- 2010 – Dead Daniels / Tady žije Jack (EP)
- 2011 – Radek Kurc / GANG!
- 2014 – Dead Daniels / „Show!“ (singl)
- 2015 – Dead Daniels / Tomahowgh
- 2018 – Dead Daniels / „Karma“ (singl)
- 2020 – Dead Daniels / Decade
- 2023 – Dead Daniels / „Všechny holky“ (singl)
- 2023 – Dead Daniels / Volume3